# Cartesianismus

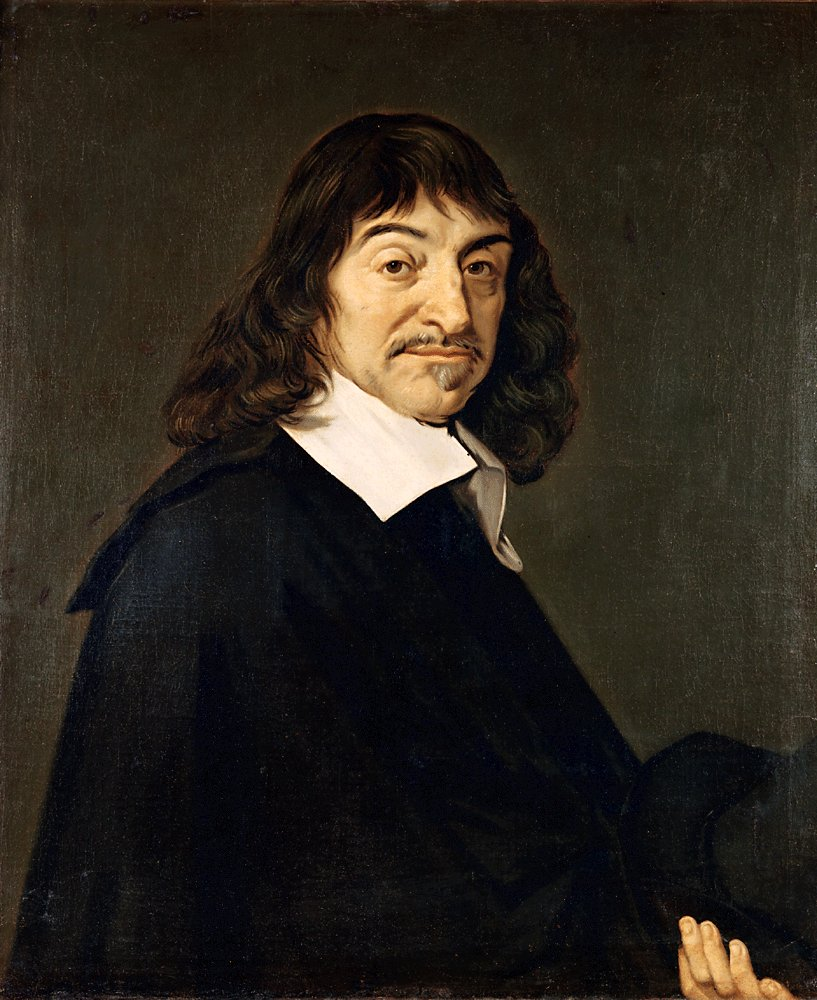
René Descartes in einem Porträt von Frans Hals, 1648

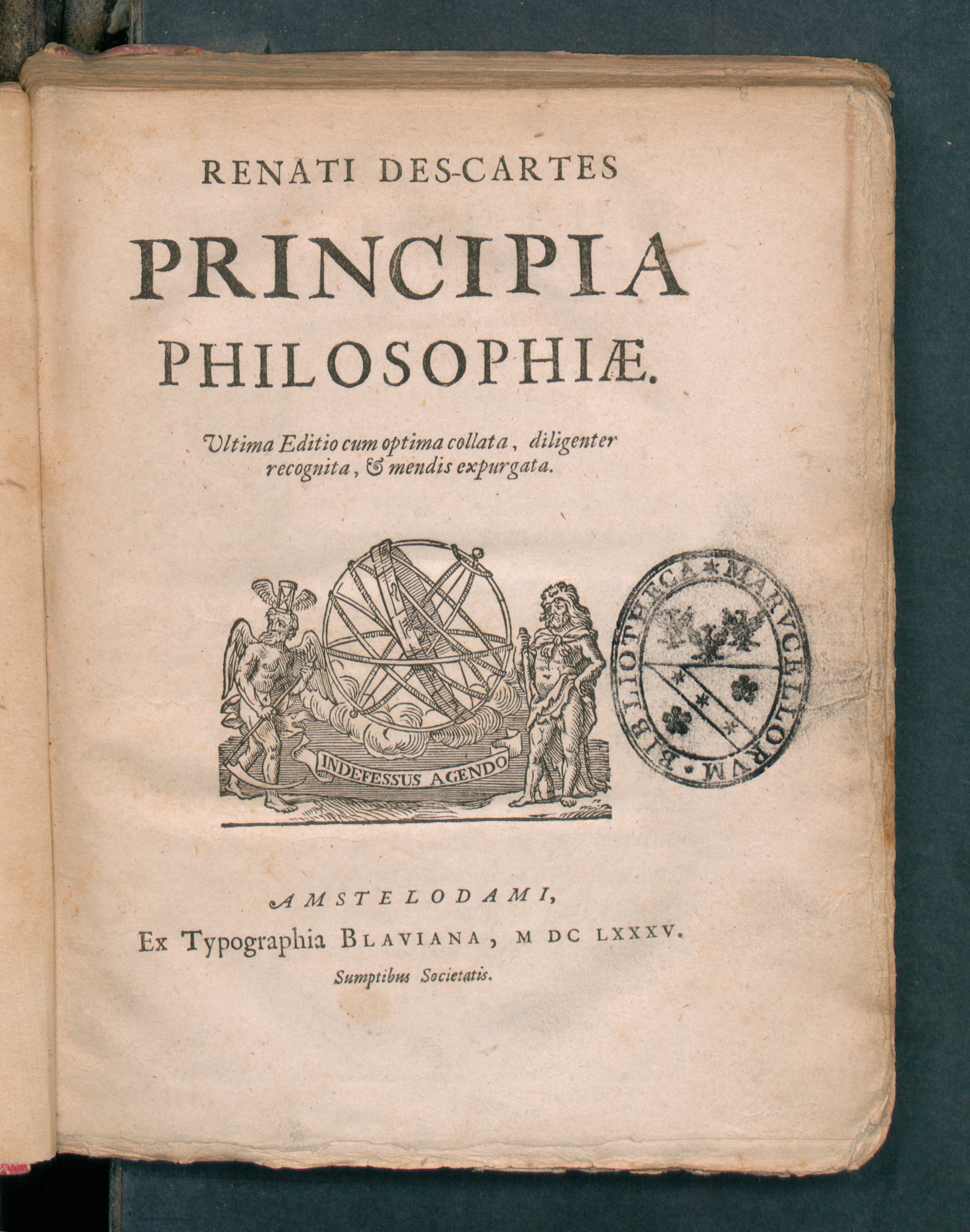
Principia philosophiae, Ausgabe von 1685

Der Ausdruck Cartesianismus (auch Kartesianismus; von Cartesius, lateinisch für (René) Descartes) wird verwendet sowohl für
- die Philosophie René Descartes’ (Cartesianismus im engeren Sinn)[1]
- die Philosophie seiner Anhänger (Cartesianismus im weiteren Sinn)[1]
- die Philosophie Descartes’ wie die seiner Anhänger.

Darüber hinaus spricht man vom Cartesianismus auch in Bezug auf einzelne charakteristische Positionen:
- die Lehre von dem Dualismus von Leib/Körper einerseits und Seele/Geist andererseits;[2]
- die erkenntnistheoretische Position, dass Erkenntnis nur auf unbezweifelbaren Einsichten gründen soll.[3]

Als Prinzipien des Cartesianismus im weitesten Sinn gelten Selbstgewissheit des Ichbewusstseins (siehe Cogito ergo sum), Klarheit und Deutlichkeit als Kriterium der Wahrheit, Materie  als Raumerfüllung, Dualismus, Korpuskulartheorie, methodischer Zweifel, Rationalismus und die Wertschätzung der Mathematik.
Die bekannteren Cartesianer sind: Henricus Renerius, Henricus Regius, Johannes de Raey, Adriaan Heerebord, Abraham Heidanus, Claude Clerselier, Antoine Arnauld, Pierre Nicole, François Fénelon, Balthasar Bekker, Johann Sturm, Tobias Andreae, Antoine Legrand, Johannes Clauberg, Géraud de Cordemoy, viele Oratorianer und Jansenisten, teilweise Marin Mersenne, Blaise Pascal, Pierre Poiret, Ehrenfried Walther von Tschirnhaus.
Gegner waren besonders Thomas Hobbes, Pierre Gassendi und Friedrich Christoph Oetinger. In neuerer Zeit setzte sich Richard Rorty in seiner Monographie Philosophy and the Mirror of Nature von 1979 kritisch mit Descartes auseinander. Rorty lehnt dessen erkenntnistheoretisches Projekt mit seiner fundamentalistischen Ausrichtung im Rahmen des von ihm selbst vertretenen Pragmatismus deweyscher Prägung ab.